# Neorrhyncha angina
Neorrhyncha angina – gatunek motyli z rodziny trociniarkowatych i podrodziny Olethreutinae.
Gatunek ten opisany został po raz pierwszy w 2012 roku przez Józefa Razowskiego i Janusza Wojtusiaka na łamach „Acta Zoologica Cracoviensia”. Jako lokalizację typową wskazano Nsukka Forest Reserve w nigeryjskim stanie Anambra.
Motyl osiągający około 17 mm rozpiętości skrzydeł. Głowa jest oliwkowoszarobrązowa z czarno-brązowokremowymi głaszczkami wargowymi. Tułów ma kolor oliwkowoszarobrązowy. Skrzydło przednie jest szerokie, o wypukłej krawędzi kostalnej i prostym do środka długości brzegu zewnętrznym. Ubarwienie ma beżowokremowe z oliwkowoszarobrązowym nakrapianiem i kreskowaniem, pomarańczowym obrzeżeniem krawędzi kostalnej i częściowo zewnętrznej, srebrnymi kropkami oraz czarną plamką na końcu komórki medialnej. Skrzydło tylne jest brązowe. Strzępiny są szarawobiałe. Genitalia samca mają unkus w tylnej części wklęśnięty i porośnięty długimi włoskami, długi i bezwłosy wyrostek towarzyszący, szeroką walwę z guzkowatym wyrostkiem brzusznym zakończonym kolcem, wysklepiony sakulus, szeroki kukulus z włochatą częścią wierzchołkową oraz mały i cienki edeagus.
Gatunek afrotropikalny, znany tylko z Nigerii.